# Tunceli (tartomány)
Tunceli tartomány (zazaki nyelven: Dêrsım) Kelet-Törökország középső részén helyezkedik el. Szomszédos tartományok: Elazığ, Malatya, Erzincan és Bingöl. Székhelye: Tunceli városa.
A tartományt 1936-ig Dersimnek hívták, többségében alevi muszlimok lakják.

## Közigazgatás
Nyolc körzetre (ilcse) oszlik: Çemişgezek, Hozat, Mazgirt, Nazimiye, Ovacık, Pertek, Pülümür és Tunceli.

## Földrajz
A magas hegyek jellemzőek a tartományra, elsődleges megélhetési forrás az állattenyésztés. Ipar, vasútvonal, repülőtér nincs, valamint az idegenforgalom sem jelentős.

## Látnivalók
- Pertek: vár
- Tunceli székhelytől délnyugatra 48 km-re: szeldzsuk kori romos erődítmény

## Külső hivatkozások
- Malatya tartomány honlapja
- A Kulturális és Turista Hivatal hivatalos honlapja
- Rendőrség tartományi honlapja[halott link]
- Az oktatásügy tartományi hivatalos honlapja
- Az egészségügy tartományi hivatalos honlapja

Koordináták: é. sz. 39° 12′ 53″, k. h. 39° 28′ 17″39.214722°N 39.471389°E